# Verde palude
Verde palude è il colore mostrato a destra, e deve il suo nome alla somiglianza che ha con il colore dei fanghi paludosi.
Era un colore molto diffuso sulle Fiat 850  ed in particolare nella versione Sport